# 内藤正敏
内藤 正敏（ないとう まさとし、1938年4月18日 - 2025年7月9日）は、日本の写真家、民俗学者。元・東北芸術工科大学大学院教授。日本民俗学会会員。見世物学会評議委員。

## 略歴
東京都大田区蒲田出身。1961年、早稲田大学理工学部応用化学科卒業。在学中より写真を制作。1961年倉敷レイヨン(現・クラレ)中央研究所入社。1962年フリーとなる。
1963年、出羽三山で修行。1966年には羽黒山伏の入峰修行を行う。以降、東北地方の民間信仰や民俗を中心とした撮影活動を展開。
2001年、東北芸術工科大学東北文化研究センター教授。2006年～2013年3月まで、同大学院教授。
2025年7月9日、肺炎のため東京都内の病院で死去。87歳没。

## 受賞歴
- 1963年 カメラ芸術新人賞「白色矮星」
- 1963年 二科賞「デッド・シティー」
- 1966年 日本写真批評家協会新人賞「日本のミイラ」
- 1983年 土門拳賞「出羽三山と修験」
- 1986年 日本写真家協会年度賞「東京・都市の闇を幻視する」
- 1989年 写真150年顕彰写真家

## 著書
- 日本の即身仏 佐野文哉, 内藤正敏 共著 光風社書店 1969
- ミイラ信仰の研究 : 古代化学からの投影 内藤正敏 著 大和書房 1974
- ご利益 東京編 内藤正敏, 下川耿史 著 サンケイ新聞社 1978
- 聞き書き遠野物語 内藤正敏 著 新人物往来社 1978 のち『遠野物語の原風景』ちくま文庫 のち荒蝦夷から再刊
- ご利益 京都編 内藤正敏, 下川耿史 著 サンケイ新聞社 1979
- 婆 : 東北の民間信仰 内藤正敏写真集 内藤正敏 著 朝日ソノラマ 1979 (ソノラマ写真選書)
- 出羽三山 : 内藤正敏写真集 内藤正敏 写真,戸川安章, 真鍋俊照 解説 新人物往来社 1980
- 古代金属国家論  内藤正敏, 松岡正剛 (著) 工作舎(プラネタリー・ブックス13)  1980/3/15　のち立東舎文庫
- 身延山・七面山 : 内藤正敏写真集 内藤正敏 写真 耕土社 1981
- 日本の聖域 第9巻 出羽三山と修験 内藤正敏, 戸川安章 著佼成出版社 1982
- 遠野物語 : 内藤正敏写真集 内藤正敏 著 春秋社 1983
- 京都の寺社 : その信仰と伝説を訪ねて 内藤正敏, 下川耿史 著 稜北出版 1984 (シリーズご利益)
- 東京の寺社 : その信仰と伝説を訪ねて 内藤正敏, 下川耿史 著 稜北出版 1984 (シリーズ御利益)
- 鬼がつくった国・日本 : 歴史を動かしてきた「闇」の力とは 小松和彦, 内藤正敏 著 光文社 1985 (カッパ・サイエンス) のち文庫
- 東京 : 都市の闇を幻視する 内藤正敏写真集 内藤正敏 著 名著出版 1985
- 日蓮聖人 : 目でみる祖師伝 渡辺宝陽 文,内藤正敏 写真 講談社 1985
- 修験道の精神宇宙 : 出羽三山のマンダラ思想 内藤正敏 著 青弓社 1991
- 日蓮を歩く 内藤正敏 写真,中尾尭 文 佼成出版社 1992 (写真紀行日本の祖師)
- 魔都江戸の都市計画 : 徳川将軍家の知られざる野望 内藤正敏 著 洋泉社 1996
- 日本「異界」発見 内藤正敏 著 JTB 1998
- 内藤正敏 内藤正敏 撮影 岩波書店 1998 (日本の写真家)
- 日本のミイラ信仰 内藤正敏 著 法藏館 1999
- いま、東北は元気だ 赤坂憲雄, 内藤正敏, 森繁哉 著 東北芸術工科大学東北文化研究センター 2000 (東北文化の広場)
- 岡本太郎神秘 岡本太郎 撮影・文,内藤正敏 プリント,岡本敏子, 内藤正敏 共編 二玄社 2004 (Art & words)
- こんな日本!岡本太郎が撮る×内藤正敏が撮る : This is Japan!photography:Taro Okamoto vs Masatoshi Naito 岡本太郎, 内藤正敏 撮影,川崎市岡本太郎美術館 編 川崎市岡本太郎美術館 2004
- 東北の聖と賤 内藤正敏 著 法政大学出版局 2007 (内藤正敏民俗の発見 ; 1)
- 鬼と修験のフォークロア 内藤正敏 著 法政大学出版局 2007 (内藤正敏民俗の発見 ; 2)
- 江戸・王権のコスモロジー 内藤正敏 著 法政大学出版局 2007 (内藤正敏民俗の発見 ; 3)
- 江戸・都市の中の異界 内藤正敏 著 法政大学出版局 2009 (民俗の発見 4)
- 写真と民俗学 : 内藤正敏の「めくるめく東北」 内藤正敏 [撮影],武蔵野市立吉祥寺美術館 編 武蔵野市立吉祥寺美術館 2009
- Tokyo 1970 : by Japanese photographers 9 有田泰而, 細江英公, 森山大道, 内藤正敏, 沢渡朔, 須田一政,立木義浩, 寺山修司, 渡辺克己 撮影,長澤章生 監修 アマナホールディングス 2013 (Ima photobooks)
- もうひとつの言葉 = Another language : 8 Japanese photographers 猪瀬光, 深瀬昌久, 内藤正敏, 森山大道, 細江英公, 野村佐紀子, 須田一政, 横田大輔 [撮影],IMA編集部 編,サイモン・ベーカー 執筆,江口研一 英文和訳,フレデリック・デストリバ 英文仏訳 アマナ 2015 (Ima photobooks)
- 東京 都市の闇を幻視する 2 内藤正敏写真集 内藤正敏 著 スーパーラボ (SUPER LABO) 2016